# La Chinoise
La Chinoise és una pel·lícula francesa de Jean-Luc Godard, estrenada el 1967.

## Argument
Quatre joves passen les seves vacances d'estiu en un pis que els han prestat. Volen canviar el món pel comunisme, i també pel terrorisme…
En aquest relat premonitori dels esdeveniments del Maig del 1968, Jean-Luc Godard descriu una banda d'estudiants, que, ben instal·lats en un còmode pis, discuteixen sobre el pensament de Mao Zedong i la manera millor de fer triomfar les seves idees a França.

## Repartiment
- Anne Wiazemsky: Véronique
- Jean-Pierre Léaud: Guillaume
- Michel Semeniako: Henri
- Juliet Berto: Yvonne
- Lex De Bruijn: Kirilov
- Omar Diop: Omar
- Francis Jeanson: ell mateix

## Premis
- Gran Premi del Jurat, Festival Internacional de Cinema de Venècia 1967